# Раифское сельское поселение
Раифское се́льское поселе́ние — муниципальное образование в Зеленодольском районе Татарстана Российской Федерации.
Административный центр — село Бело-Безводное.

## История
Статус и границы сельского поселения установлены Законом Республики Татарстан от 31 января 2005 года № 24-ЗРТ «Об установлении границ территорий и статусе муниципального образования "Зеленодольский муниципальный район" и муниципальных образований в его составе».
Глава поселения 2018-2020 гг. Васильев Олег Геннадьевич

## Население
| 2010  | 2011  | 2012  | 2013  | 2014  | 2015  | 2016  |
| ----- | ----- | ----- | ----- | ----- | ----- | ----- |
| 1905  | ↗1909 | ↗1945 | ↗1967 | ↗1968 | ↗1972 | ↗2024 |
| 2017  | 2018  |       |       |       |       |       |
| ↘2010 | ↘1986 |       |       |       |       |       |

## Состав сельского поселения
| № | Населённый пункт | Тип населённого пункта       | Население |
| - | ---------------- | ---------------------------- | --------- |
| 1 | Бело-Безводное   | село, административный центр |           |
| 2 | Местечко Раифа   | посёлок                      |           |
| 3 | Садовый          | посёлок                      |           |